# Joseph-Gaston Pourquery de Boisserin
Pour les articles homonymes, voir Pourquery.
Joseph-Gaston Pourquery de Boisserin, né le 8 juin 1851 à Largentière (Ardèche) et mort le 10 août 1920 à Villeneuve-lès-Avignon (Gard), est un homme politique français.

## Biographie
Durant la guerre de 1870, il s'engage dans le 11e régiment de Chasseurs, juste après la fin de ses études de droit. À son retour du service, il devient secrétaire à la préfecture de Vaucluse. Mais très vite, il s'inscrit au barreau d'Avignon, et plaide de nombreux procès politiques. Il devient batonnier en 1891.

## Mandats électifs
Joseph Pourquery de Boisserin a été élu député de Vaucluse 4 fois, sur 2 périodes : dans un premier temps de 1889 à 1902, avec une réélection en 1893 et 1898 ; après une période de 8 ans, il siège de nouveau à l'Assemblée nationale, de 1910 à 1914.
Parallèlement, il est également élu maire d'Avignon, de 1888 à 1903. Il engage de grands travaux d'aménagements de l'intra-muros d'Avignon, comme Place Pie, la création de la rue Guillaume Puy, ou sur certaines portes de remparts.

## Pour approfondir